# Aventí de Larbost
|  | Per a altres significats, vegeu «Aventí (desambiguació)». |

Aventí de Larbost és una figura llegendària, sant cristià i màrtir al segle viii-IX, el culte al qual està molt arrelat a la vall de Larbost i algunes zones de l'Alt Aragó.

## Llegenda
Segons la tradició, Aventí havia nascut cap a l'any 782 a Santa Maria, poblet proper a Banhèras de Luishon, a la vall del Larbost (Alta Garona). La seva família era benestant, però ell, de jove, va voler fer vida religiosa i es feu monjo i prevere. Volent retirar-se a fer vida eremítica, marxà a una ermita a les Granges d'Astau, al peu del riu de la Nèsta d'Òu.
Un dia, un os hi arribà, amb una gran espina clavada a l'urpa: Aventí la hi tragué i l'os marxà sense fer-li mal. Aventí predicà a la zona i l'evangelitzà, convertint molta gent encara pagana. Durant una incursió musulmana va ésser empresonat a la torre del Castel-Blancat, al lloc d'unió de les valls de Guelh i el Larbost. Aventí pujà dalt la torre i es llençà al buit, començant a volar, travessant la vall i posant-se tranquil·lament sobre una roca, on es deia que es conservava l'empremta del peu. Alliberat, continuà predicant fins que va tornar a ésser detingut; aquest cop, però, fou immediatament decapitat.
Aventí, però, recollí el seu cap tallat amb les mans i començà a caminar fins que, en arribar a un lloc determinat, caigué mort: interpretat com un senyal, fou enterrat en aquell mateix lloc.

## Veneració
La memòria del lloc d'enterrament es va perdre fins que, al segle xi, un vaquer observà que un dels seus braus gratava insistentment un lloc del terra. Cavant-hi, va sentir la veu d'un àngel que li deia que hi reposava "el benaurat Aventí"; un eixam d'abelles sortí del clot i impedí que continués cavant. Cridà el bisbe de Comenge, sant Bertran de Comenge, que demanà una carta al papa i, anant al lloc, la llegí a les abelles, que desapareixeren. Només llavors pogueren exhumar el cos del sant.

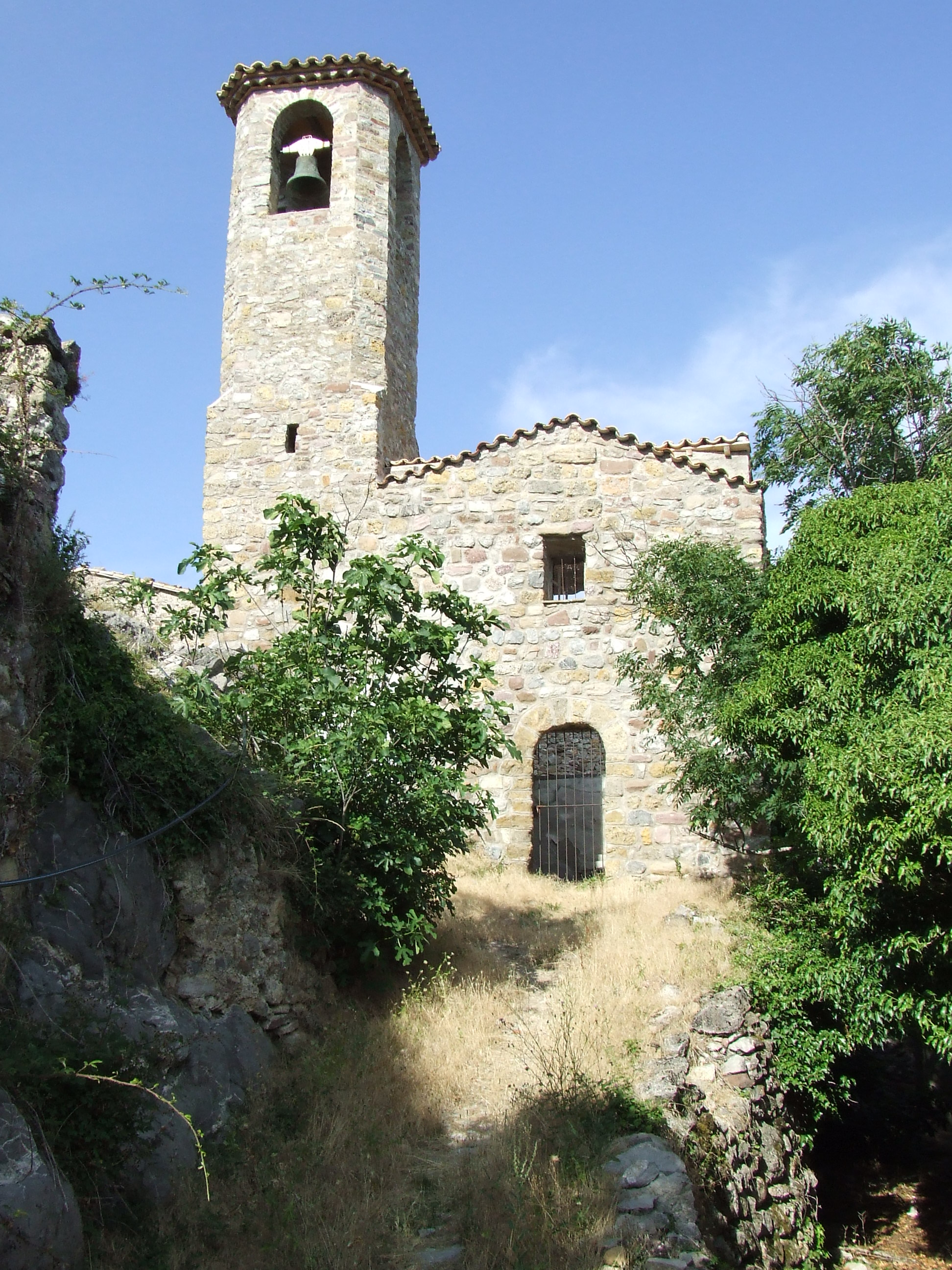
Església de Sant Aventí de Cérvoles.

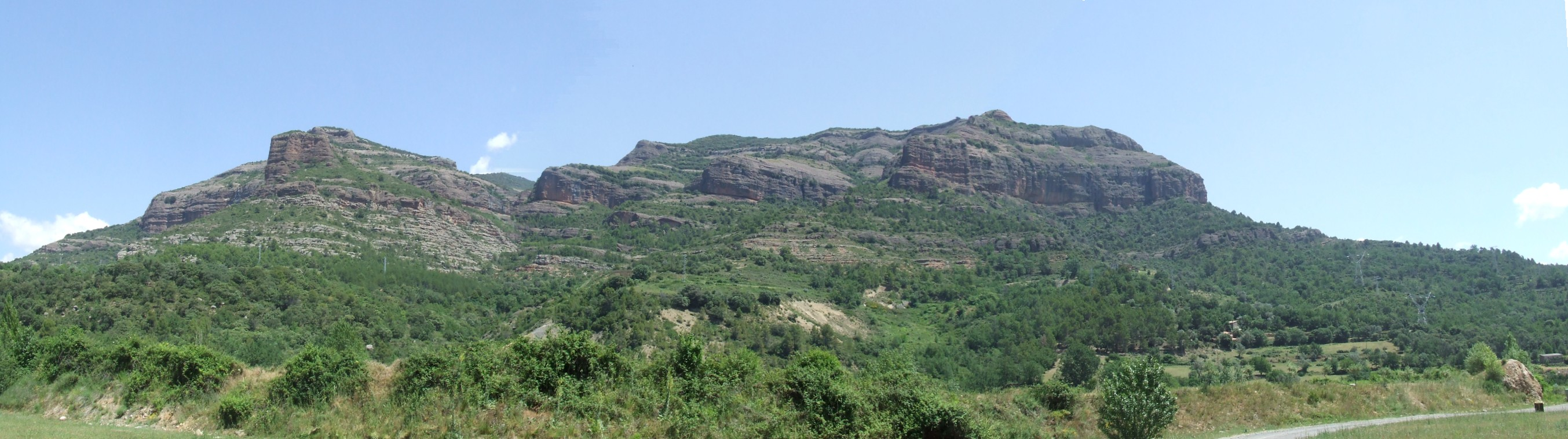
Les Roques de Sant Aventí, a la Pobla de Segur (Pallars Jussà)

Com que els habitants de les valls de Larbost i de Guelh es disputaren les restes, les posaren sobre un carro tirat per dues vaques, una de cada vall, i les deixaren anar. El carro va anar cap al Larbost, i s'aturà a un lloc, on fou enterrat novament Aventí, edificant-hi una capella. Al voltant, cresqué un poble que s'anomenà Sent Avantin. Igualment, al poble on havia nascut, se li dedicà una església.
La seva festivitat és el 13 de juny i també s'havia fet el 7 de juny. El dia de la festa hi arribaven molts pelegrins de la regió i de les zones properes d'Aragó i la Vall d'Aran.

### Culte a la Ribagorça
La repoblació de les terres de la Ribagorça als segles XI i xii van portar colons de les terres de l'altra banda dels Pirineus, que també hi dugueren les seves tradicions. Així, algunes poblacions de la vall de Benasc tenen esglésies dedicades a Sant Aventí, a qui arrelà un culte popular: l'ermita de Bonansa (del segle xi), la de Saünc, Casas de San Aventín, Montanui i el llogarret abandonat d'Erdao, proper a Graus o Sant Aventí, a Tor-la-ribera. Prop de la Pobla de Segur, un massís rep el nom de Roques de Sant Aventí i hi havia l'ermita de Sant Aventí de Montsor. Al Pallars Jussà hi ha l'església de Sant Aventí de Cérvoles.

### Tradicions locals
També es conserva el lloc on "aterrà" després del seu vol. Hi ha una capelleta anomenada del Miracle. Es diu que les joves que fiquen al seu peu a l'empremta de la roca trobaran promès en poc temps.